# Зелений Гай (Ровеньківський район)
Зелений Гай — село в Україні, в Хрустальненській міській громаді Ровеньківського району Луганської області. Населення становить 60 осіб. Орган місцевого самоврядування — Краснолуцька сільська рада.

## Населення
За даними перепису 2001 року населення села становило 60 осіб, з них 28,33% зазначили рідною українську мову, 70% — російську, а 1,67% — іншу.